# 海獸之子
《海獸之子》（日语：海獣の子供）是日本漫畫家五十嵐大介所創作的日本漫畫作品。於2006年2月號至2011年11月號間在小学館漫画雑誌《月刊IKKI》連載。榮獲第38回日本漫画家協会賞優秀賞、第13屆日本新媒體動漫藝術節漫畫部門優秀賞。故事講述中學生安海琉花因為和社團同學發生衝突，被迫離開社團，意外地在暑假期間認識由儒艮撫養成長的雙胞胎兄弟海與空，在探索海洋世界的同時接觸到「誕生祭」的秘密。
2019年6月改編的同名動畫電影在日本上映，後續亦在台灣、香港、澳門、中國大陸、歐美地區等地上映，電影獲得的評價褒貶不一，其中視覺效果、海洋相關場景和生物刻畫備受好評，但也有評論劇情含意晦澀不易理解的意見。

## 劇情簡介
中學手球俱樂部成員安海琉花因為性格剛烈火爆，給社團帶來不少麻煩，被迫退出。為了度過無聊的漫長暑假，她到童年時常去的水族館舊地重遊，遇到了能與魚群一同暢遊的少年海。奉在水族館工作的父親之命，琉花開始照顧海。琉花去海滩寻找消失的海洋，并遇到了海的双胞胎兄弟空。在海和空的引導下，琉花進入一個自己從未接觸的世界。而隨著夜空中的一顆隕石落入大海，所有的海洋生物向日本游來，一場海洋大祭典就此上演。

## 登場人物
安海琉花
配音：蘆田愛菜（日本）；張乃文（台灣）
本作女主角，個性元氣旺盛但剛烈火暴，居住在濱海城鎮的少女。擁有能夠感知鯨魚歌聲含意和看見生命的光（「大海的幽靈」）的能力。故事初期原本是中學手球俱樂部成員，但由於個性問題給社團帶來不少麻煩，用手肘撞傷了練習途中絆倒她的社團成員而被迫退團。造訪童年時常去的水族館，受在水族館工作的父親正明委託照顧能與魚群一同暢遊的少年海，還在黃昏的海灘遇見海的兄長空，被兩者告知海洋「誕生祭」的消息，隨著劇情發展逐漸理解「誕生祭」的秘密。故事尾聲於時隔多年後，仍惦記著自己和兄弟倆的羈絆。
海
配音：石橋陽彩（日本）；許淑嬪（台灣）
本作的兩名男主角之一，儒艮撫養長大的少年，特徵是平頭和褐色肌膚，空的双胞胎弟弟。個性平易近人，水性極佳且能和魚群溝通，但由於兄弟倆長期在水裡生活導致肌膚脆弱，需要定時補充肌膚的水分。十年前琉花的父親正明在菲律賓海域遇見了和儒艮群生活的海，將他收留在水族館進行研究觀察。在水族館認識了琉花，邀請她觀賞人魂（飛行的發光物）。兄弟倆重逢後向琉花透露海洋「誕生祭」的消息。空託付體內的隕石給琉花後，失去了與人對話的能力。最終在海裡身體重構時因為獲得琉花餵服隕石，一度令逐漸縮小的身體變回原狀，向琉花道別消失在她的面前。
空
配音：浦上晟周（日本）；江志倫（台灣）
本作的兩名男主角之一，儒艮撫養長大的少年，特徵是金髮藍眼和白色肌膚，海的双胞胎哥哥。有著乾燥的體質，與海不同，不能長時間待在陸地上。初期因為需要身體檢查而留在醫院，但隨著劇情發展發現身體開始重構的現象。獲吉姆協助離開醫院，在黃昏的海灘聆聽鯨魚歌聲期間遇見了琉花，表達了海潮傳來的訊息。告知琉花海洋「誕生祭」的消息後，因為感知到「誕生祭」較預期時間還要早到來，將體內的隕石透過親吻託付給琉花，獨自步入海裡。後來透過隕石的能量現身在琉花面前，要她親自見證海洋的「誕生祭」。
吉姆
配音：田中泯（日本）；符爽（台灣）
禿頭，上半身有紋身的外籍男子。安海正明熟識的海洋學家。為了研究海、空兄弟倆和「誕生祭」的關聯，數年來持續四處走訪，對於海、空兄弟倆壽限將至感到擔憂。初登場時迎接空離開醫院，向琉花解釋鯨魚的歌聲含意。後來為保護兄弟倆，決定不讓試圖利用兄弟倆的人們接近他們。
安格拉
配音：森崎溫（日本）；孟慶府（台灣）
吉姆的研究助理，外形是長髮過腰的青年，是少數深知海洋「誕生祭」秘密的人。擅長料理。
安海正明
配音：稻垣吾郎（日本）；梁興昌（台灣）
琉花的父親，加奈子的丈夫，水族館裡的主任人員。十年前偶遇了海和空，將海收留在自己工作的水族館。得知琉花出走的消息後，偕同加奈子尋找琉花的下落。
安海加奈子
配音：蒼井優（日本）；傅其慧（台灣）
琉花的母親，正明的妻子，水族館的前工作人員。不擅表達感情，和正明及琉花關係疏離。後來和正明暢談了兩人關係生變後的心聲，得知琉花出走的消息，決定和正明尋找琉花的下落。
蒂蒂
配音：富司純子（日本）
濱海地區的漁婦，擅長吹奏愛奴族的口簧，過去曾經和琉花邂逅來自海洋的「海之子」，知曉有關海洋「誕生祭」的秘密。幫助琉花和海前往「誕生祭」的海域。故事尾聲時給予琉花不少啟示。
老师
配音：渡边彻（日本）

## 出版书籍
| 卷數 | 小學館        | 小學館                 | 東立出版社     | 東立出版社             | 漫编室     | 漫编室                 |
| 卷數 | 發售日期      | ISBN                   | 發售日期       | ISBN                   | 發售日期   | ISBN                   |
| ---- | ------------- | ---------------------- | -------------- | ---------------------- | ---------- | ---------------------- |
| 1    | 2007年7月30日 | ISBN 978-4-09-188368-1 | 2010年10月13日 | ISBN 978-986-10-6304-1 | 2021年12月 | ISBN 978-7-5133-4300-8 |
| 2    | 2007年7月30日 | ISBN 978-4-09-188369-8 | 2010年12月7日  | ISBN 978-986-10-6305-8 | 2021年12月 | ISBN 978-7-5133-4300-8 |
| 3    | 2008年7月30日 | ISBN 978-4-09-188422-0 | 2011年6月20日  | ISBN 978-986-10-6306-5 | 2021年12月 | ISBN 978-7-5133-4300-8 |
| 4    | 2009年7月30日 | ISBN 978-4-09-188470-1 | 2011年8月30日  | ISBN 978-986-10-6307-2 | 2021年12月 | ISBN 978-7-5133-4300-8 |
| 5    | 2012年7月30日 | ISBN 978-4-09-188590-6 | 2014年4月10日  | ISBN 978-986-317-769-2 | 2021年12月 | ISBN 978-7-5133-4300-8 |

畫集
2012年7月26日發售、ISBN 978-4-09-199031-0
- 海兽之子ARTBOOK （公式ビジュアルストーリーBook 海獣の子供） 木村真二主编

日文：2019年6月28日發售、ISBN 978-4-09-179299-0
簡體中文：2021年9月、ISBN 978-7-5168-3083-3

## 動畫電影
改編劇場版的消息于2018年7月16日在日本宣布。電影由渡边步導演，小西賢一作畫監督，久石讓作曲。主題曲《海的幽靈》（海の幽霊）由米津玄師作曲演唱。本片於2019年5月19日全球首映，6月7日日本上映。
中国大陆原定为2020年2月14日上映，后受到新冠病毒蔓延影响导致境内所有电影院暂时关闭，影片随后延迟到同年11月20日上映。

### 評價
《海獸之子》電影版在媒體和影評人之間的評價褒貶不一，爛番茄網站根據29篇專業影評人的評論，總結出62%的新鮮度，平均得分為6.9（滿分10分），觀眾評比指數60%，平均分數3.5（滿分5分），網站影評家共識為「一部可能最好將其視為一種視覺體驗的動畫冒險電影，《海獸之子》在敘事方面不那麼令人滿意，但非常可愛」。IMDb上的平均分數為6.5/10；Metacritic則根據8篇評論得出74分（滿分100分）的分數。
該片入圍紐約兒童國際影展（NYICFF）、第92屆奧斯卡金像獎最佳動畫片角逐名單，但未進入決選階段。2023年3月，本片在爛蕃茄發表「根據爛番茄評論家評比，100部不限時間的最佳日本動畫電影」排行榜名列100名之外（位居第107名）。
渡邊步與《海獸之子》被收錄在曾主持Podcast節目「吉卜力圖書館」（Ghibliotheque）、撰寫《吉卜力電影完全指南》的廣播人兼作家麥可．里德（英語：Michael Leader）和製片兼作家傑克．康寧漢（英語：Jake Cunningham）著作的《日本經典動畫指南》（英語：The Ghibliotheque Anime Movie Guide: The Essential Guide to Japanese Animated Cinema），做為介紹日本動畫歷史80年期間30名位導演與30部經典動畫的案例。

### 影響
本片被日本國際交流基金遴選為在印度主辦的2019年度日本電影節（JFF）放映影片清單，促進文化交流。

## 外部連結
- 官方网站 （日語）
- 映画『海獣の子供』公式的X（前Twitter） （日語）